# Thomas Mann (ator)
Thomas Mann (Portland, 27 de setembro de 1991) é um ator norte-americano. Após estrear no cinema com um papel coadjuvante em It's Kind of a Funny Story (2010), Mann teve seu sucesso com um papel principal na comédia adolescente Project X.

## Início da vida
Mann cresceu em Dallas, Texas. Seu pai é gerente de projetos de construção e sua mãe é enfermeira. Mann frequentou a Plano East Senior High School brevemente antes de se mudar para a Califórnia aos 17 anos para seguir carreira de ator.

## Carreira
Em 2009, Mann fez sua estréia como ator na Nickelodeon na  série de televisão iCarly no episódio iGive Away a Car Em outubro de 2010 Mann estreou no cinema ao lado de Emma Roberts e Zach Galifianakis na comédia-drama It's Kind of a Funny Story. No filme ele interpreta um adolescente que se centra em um adolescente deprimido que recebe um novo começo depois de se tornar mais adulto. O longa-metragem recebeu críticas geralmente favoráveis dos críticos.
Em 2012, é lançado o filme Project X, do qual Mann interpreta um personagem com o mesmo primeiro nome que o seu. No filme seu personagem esta preste a fazer aniversário, ele e seus amigos elaboram uma festa que inicialmente seria para apenas 50 pessoas, e que posteriormente os amigos anunciaram em diversos meios da mídia e conseguiram reunir mais de 1500 pessoas, que até o final da festa teve uma quantidade maior.
Em abril de 2011, Mann foi confirmado pela Paramount Pictures na comédia adolescente Fun Size o lado de Victoria Justice estrela de Victorious.

## Filmografia

### Cinema
| Ano  | Título                           | Papel                    | Nota           |
| ---- | -------------------------------- | ------------------------ | -------------- |
| 2010 | It's Kind of a Funny Story       | Aaron Fitzcarraldo       |                |
| 2012 | Project X                        | Thomas Kub               |                |
| 2012 | Fun Size                         | Roosevelt                |                |
| 2012 | Señales                          | Gino Mazziotta           |                |
| 2013 | Hansel and Gretel: Witch Hunters | Ben                      |                |
| 2013 | Beautiful Creatures              | Link                     |                |
| 2013 | As Cool as I Am                  | Kenny Crauder            |                |
| 2014 | Welcome to Me                    | Rainer Ybarra            |                |
| 2015 | Me and Earl and the Dying Girl   | Greg Gaines              |                |
| 2015 | The Stanford Prison Experiment   | Prisoneiro 416           |                |
| 2015 | Barely Lethal                    | Roger Marcus             |                |
| 2015 | The Preppie Connection           | Tobias Hammel            |                |
| 2015 | Memoria                          | Alex Dratch              |                |
| 2016 | Blood Father                     | Jason                    |                |
| 2016 | Some Freaks                      | Matt                     |                |
| 2016 | Brain on Fire                    | Stephen Grywalski        |                |
| 2017 | Kong: Skull Island               | Reg Slivko               |                |
| 2017 | Amityville: The Awakening        | Terrence                 |                |
| 2017 | Lean on Pete                     | Lonnie                   | cena deletada  |
| 2018 | Maine                            | Lake                     |                |
| 2018 | Our House                        | Ethan                    |                |
| 2018 | The Land of Steady Habits        | Preston Hill             |                |
| 2019 | Them That Follow                 | August "Augie" Slaughter |                |
| 2019 | The Highwaymen                   | Ted Hinton               |                |
| 2019 | Lady and the Tramp               | Jim Dear                 |                |
| 2021 | Marcel the Shell with Shoes On   | Mark                     |                |
| 2021 | Halloween Kills                  | Frank Hawkins (jovem)    |                |
| 2022 | The Chariot                      | Harrison Hardy           |                |
| 2022 | About Fate                       | Griffin Reed             |                |
| 2023 | Parachute                        | Ethan                    | [ 12 ]         |
| 2023 | Cora Bora                        | Travis                   |                |
| 2024 | Project X Dose                   | Ele mesmo                | Curta-metragem |
| 2025 | Sovereign                        | Adam Bouchart            |                |
| TBA  | Lucy Schulman                    |                          | [ 14 ]         |

### Televisão
| Ano       | Título                                       | Papel                  | Nota                          |
| --------- | -------------------------------------------- | ---------------------- | ----------------------------- |
| 2009      | iCarly                                       | Jeffery Flanken        |                               |
| 2009      | The Middle                                   | Brendan Nichols        |                               |
| 2017      | Fargo                                        | Thaddeus Mobley        |                               |
| 2018      | Drunk History                                | William Stuart-Houston |                               |
| 2020      | Moonbase 8                                   | Cooper                 |                               |
| 2022–2023 | Winning Time: The Rise of the Lakers Dynasty | Johnny Buss            | Elenco principal, temporada 2 |
| 2023      | Lessons in Chemistry                         | Boryweitz              | Série limitada                |